# Yacht Club de Chile
El Yacht Club de Chile és un club nàutic de Viña del Mar, Xile. Va ser el primer club xilè, fundat l'any 1941. Les seves instal·lacions es troben a l'espigó de Punta Condell. Té un local social amb restaurant. Hi ha una piscina i palmeres. El port esportiu te connexions d'electricitat per als iots amarrats.